# Microregiunea Szentendre
Microregiunea Szentendre (în maghiară Szentendrei kistérség) a fost o microregiune statistică (kistérség) din județul Pest, Ungaria.
Cu o populație de 80.171 locuitori și o suprafață de 326,58 km2, aceasta a existat până în 2014, când în Ungaria, microregiunile ”kistérségek” au fost înlocuite de districte (járások).